# Krótkogłowiec Kirka
Krótkogłowiec Kirka (Scolecomorphus kirkii) – gatunek płaza beznogiego z rodziny Scolecomorphidae występujący w Afryce Równikowej. Dorasta do 463 mm długości i cechuje się bardzo mobilnym okiem przyczepionym do czułka. Zasiedla lasy tropikalne oraz obszary rolne, w których kopie nory i żywi się bezkręgowcami. Gatunek najmniejszej troski (LC) w związku z szerokim zasięgiem występowania, dużą populacją, a także wysoką tolerancją na zmiany środowiskowe.

## Wygląd
Największy gatunek rodzaju Scolecomorphus, dorosłe osobniki osiągają 215–463 mm długości. Grzbiet ma ubarwienie koloru lawendowoszarego, barwa ta rozciąga się na boki ciała, brzuch ma kolor kremowy lub cielisty. Czubek i boki głowy ciemne, obecny natomiast jasny obszar wzdłuż czułków. Oko S. kirkii znajduje się na czułku i razem z nim może być wysuwane poza czaszkę. Jest to tym samym kręgowiec z najbardziej mobilnym narządem wzroku.

## Zasięg występowania, siedliska i zachowania
Występuje we wschodniej Afryce Równikowej – w górach Malawi, Tanzanii i Mozambiku na wysokościach bezwzględnych powyżej 1000 m n.p.m. Odnotowywano również osobniki występujące na mniejszych wysokościach – do 500 m n.p.m. Zasięg występowania wynosi 232 358 km². Zasiedla głównie gleby i ściółki lasów tropikalnych, obszarów rolnych i plantacji owoców. Gatunek ten kopie nory, żywi się bezkręgowcami. S. kirkii jest żyworodny.

## Status
Gatunek najmniejszej troski (LC) w związku z dość szerokim zasięgiem występowania, potencjalnie dużą populacją oraz tolerancją na zmiany środowiskowe. Lokalnie mogą mu zagrażać wylesianie oraz rolnictwo intensywne. Sprzedawany jest również sporadycznie jako zwierzę domowe.